# Phyaces comosus
Phyaces comosus är en spindelart som beskrevs av Simon 1902. Phyaces comosus ingår i släktet Phyaces och familjen hoppspindlar. Inga underarter finns listade i Catalogue of Life.